# Jordskælvet (film fra 1924)
Jordskælvet (originaltitel Torment) er en amerikansk stumfilm fra 1924 instrueret af Maurice Tourneur.

## Medvirkende
- Bessie Love som Marie
- Owen Moore som Hansen
- Jean Hersholt som Boris Romanoff
- Joseph Kilgour som Flint
- Maude George som Mrs. Flint
- Morgan Wallace som Jules Carstock
- George Cooper som Chick Fogarty